# Alhendín
Alhendín è un comune spagnolo di 4 578 abitanti situato nella provincia di Granada.